# Crambeidae
Famille
Les Crambeidae sont une famille de spongiaires de l'ordre Poecilosclerida vivant en eau de mer.

## Liste des genres
Selon World Register of Marine Species (11 mars 2021) :
- genre Crambe Vosmaer, 1880
- genre Discorhabdella Dendy, 1924
- genre Lithochela Burton, 1929
- genre Monanchora Carter, 1883